# La fine (Ex-Otago)
La fine è un singolo del gruppo musicale italiano Ex-Otago pubblicato il 12 maggio 2023.

## Tracce
Testi di Maurizio Carucci, musiche di Maurizio Carucci, Rachid Bouchabla, Olmo Martellacci, Simone Bertuccini.
1. La fine – 3:30